# Los Valles (Las Palmas)
Los Valles es una localidad española del municipio de Teguise, perteneciente a la provincia de Las Palmas, en la comunidad autónoma de Canarias.

## Historia
Hacia mediados del siglo XIX, el lugar ya pertenecía a Teguise. Aparece descrito en el decimoquinto volumen del Diccionario geográfico-estadístico-histórico de España y sus posesiones de Ultramar de Pascual Madoz con las siguientes palabras:

VALLES (los): l. en la isla de Lanzarote, prov. de Canarias, part. jud. y térm. jurisd. de Teguise. sit. en una cañada, por el fondo de la cual pasa un barranco que baja del monte denominado la Montaña; su clima es bueno y saludable. Tiene unas 100 casas dispersas, y sus hab. en lo espiritual dependen de la parr. de Teguise. El terreno es de buena calidad en su mayor parte, habiendo algunas huertas de regadio, que se fertilizan con las aguas del barranco antes mencionado, en las cuales se cultivan hermosas patatas, sumamente apreciadas por los naturales y muy buscadas por los demas isleños para semilla. prod.: trigo, cebada, patatas, barrilla y alguna tunera. pobl., riqueza y contr., con su ayunt. (Teguise).
(Madoz, 1849, p. 603)

En 2022, la entidad singular de población tenía empadronados 425 habitantes y el núcleo de población, 409.